# 松本藩
松本藩（日语：／ Matsumoto han */?）曾是一個藩領，位於日本信濃國。藩廳是松本城。

## 藩史
松本藩最初的藩主是石川數正，數正原為德川家家臣，小牧長久手之戰後，突然投靠豐臣秀吉。1610年（慶長15年），因為家中騷亂被減封，3年後又因為大久保長安事件，第二代康長被撤去藩主一職。其後由小笠原秀政入主，在第二代藩主忠真移執至明石藩後，由高崎藩松平康長以7萬石大名身份入主松本。第二代康直同移封明石藩。由結城秀忠後代松平直政管治，半年後被調往松江藩。之後由老中堀田正盛接替。當正盛移封佐倉藩後，由吉田藩水野忠清接替。
在第五代藩主水野忠幹沒有子嗣下而逝立，由其弟水野忠恒，但是他沉迷酒色，被長府藩世子毛利師就斬傷，在此次事件後被改易，降格為旗本。
然後由松平康長後裔松平光慈入主，經歷了九代後，在廢藩置縣前為松平管治。在幕末戰爭中，新政府軍前來松本前，藩主光則支持新政府軍。

## 歷代藩主

### 石川家
外樣、10万石→8万石
1. 石川數正
2. 石川康長

### 小笠原家
譜代、8万石
1. 小笠原秀政
2. 小笠原忠真

### 松平（戶田）家
譜代、7万石
1. 松平康長
2. 松平康直

### 松平（越前））家
親藩、7万石
1. 松平直政

### 堀田家
譜代、10万石
1. 堀田正盛

### 水野家
譜代、7万石
1. 水野忠清
2. 水野忠職
3. 水野忠直
4. 水野忠周
5. 水野忠幹
6. 水野忠恒

### 松平（戶田）家
譜代、6万石
1. 松平光慈
2. 松平光雄
3. 松平光徳
4. 松平光和
5. 松平光悌
6. 松平光行
7. 松平光年
8. 松平光庸
9. 松平光則